# John Key

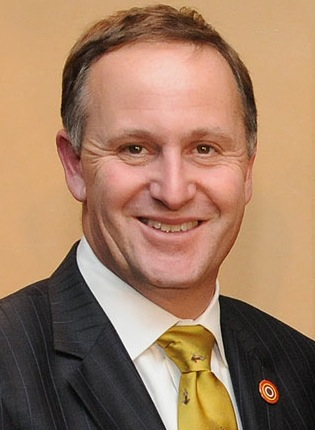
John Key (2010)

Sir John Philip Key GNZM, AC (* 9. August 1961 in Auckland) ist ein neuseeländischer Politiker. Er war vom 19. November 2008 bis zu seinem Rücktritt am 12. Dezember 2016 der 38. Premierminister von Neuseeland. Er gehört der konservativen New Zealand National Party an.

## Frühe Jahre
Key verlor bereits im Alter von sechs Jahren seinen Vater, der an den Folgen eines Herzinfarkts starb. Mit seinen beiden Schwestern wuchs er in einer Sozialwohnung in Christchurch auf. Seine alleinerziehende Mutter war eine jüdische Emigrantin aus Österreich. Als Junge besuchte John Key mit seiner Mutter die Gottesdienste in der Synagoge, er bezeichnet sich aber als „nicht sehr stark gläubig“. Key ist der dritte neuseeländische Premierminister jüdischer Abstammung nach Julius Vogel und Francis Bell.
Nach dem Besuch einer lokalen Schule erlangte Key 1981 den Abschluss als Bachelor of Commerce der University of Canterbury. Er besuchte ohne weiteren Abschluss Veranstaltungen in Management an der Universität von Harvard.
Key arbeitete ab 1982 als Finanzprüfer und danach für zwei Jahre als Projektleiter bei einem Bekleidungsunternehmen in Christchurch. Anschließend war er Devisenhändler bei einem Finanzunternehmen in Wellington und stieg nach zwei Jahren zum Abteilungsleiter für den Devisenhandel auf, bevor er 1988 zu einem Konkurrenzunternehmen in Auckland wechselte.
1995 stieg er bei Merrill Lynch als Leiter des asiatischen Devisenhandels in Singapur ein. Er wurde noch im gleichen Jahr zum globalen Abteilungsleiter für Devisenhandel befördert und zog, mit einem Jahresgehalt in Millionenhöhe versehen, nach London. Von einigen Mitarbeitern erhielt er den Beinamen „der lächelnde Killer“, da sich sein fröhliches Naturell auch dann nicht änderte, als er aufgrund finanzieller Verluste infolge der Russlandkrise 1998 Dutzende (nach anderen Angaben Hunderte) Mitarbeiter entließ. Von 1999 bis 2001 gehörte Key dem von der Federal Reserve Bank of New York geführten Foreign Exchange Committee an.
2001 wurde Key vom damaligen Präsidenten der New Zealand National Party, John Slater, mit der Aussicht auf eine politische Karriere angeworben. Die ehemalige Parteivorsitzende Jenny Shipley bezeichnete Key als eine der Personen, die sie gezielt auswählte und mit persönlichem Einsatz für die Arbeit in der Partei gewann.
Key lernte bereits auf der Schule seine spätere Frau Bronagh kennen, die er 1984 heiratete. Seine Frau, die ebenfalls den Abschluss als Bachelor of Commerce erlangte, arbeitete als Personalberaterin, bevor sie sich ganz der Familie widmete. Key und seine Frau haben zwei Kinder, eine Tochter und einen Sohn.

## Politische Karriere

### Helensville
Als 2001 eine Volkszählung aufdeckte, dass die Bevölkerungszahl von Auckland gewachsen war, wurden die Wahlkreise für die Direktwahl der Abgeordneten im neuseeländischen Parlament neu zugeschnitten. John Key kandidierte zunächst in einer parteiinternen Vorwahl im neu geschaffenen Wahlkreis von Helensville, wo er sich gegen den langjährigen Parlamentsabgeordneten Brian Neeson (dessen bisheriger Wahlkreis durch den neuen Zuschnitt zu einer Hochburg der Labour Party geworden war) durchsetzte. Bei den Parlamentswahlen 2002 gewann er schließlich mit einem Vorsprung von 1705 Stimmen vor dem Labour-Kandidaten Gary Russel sowie vor Neeson, der als parteiunabhängiger Kandidat angetreten war und auf Platz 3 landete.
Bei den folgenden Parlamentswahlen (2005) verteidigte er seinen Sitz mit großem Vorsprung und gewann in Helensville 63 % der Stimmen.

### Finanzpolitischer Sprecher
Im Jahr 2004 wurde Key durch den damaligen Oppositionsführer Don Brash zum finanzpolitischen Sprecher seiner Partei berufen. 2006 trat Brash nach Kontroversen um eine außereheliche Affäre und um an die Öffentlichkeit geratene parteiinterne Dokumente zurück. Key wurde zu seinem Nachfolger.

### Oppositionsführer
In seiner ersten Rede als Oppositionsführer am 28. November 2006 kritisierte Key, dass Neuseeland die Entstehung einer neuen Unterschicht zugelassen habe, ein Thema, das in den Medien auf großes Interesse stieß. Key knüpfte an diese Rede an, als er seine Partei im Februar 2007 auf ein Programm zur Essensausgabe in den finanziell schwächsten Schulen verpflichtete.
Seinen anfänglichen Widerstand gegen den Child Discipline Act der Grünen-Abgeordneten Sue Bradford, der „maßvolle Gewaltanwendung“ nicht mehr als Verteidigungsargument bei Gerichtsverfahren gegen prügelnde Eltern zuließ, gab Key schließlich auf. Viele Eltern sahen in dieser Vorlage den Versuch, selbst leichte Schulterklopfen gegenüber ihren Kindern zu verbieten. Key einigte sich mit Premierministerin Helen Clark auf einen Kompromiss, der der Polizei einen Ermessensspielraum beim Verfolgen leichter körperlicher Züchtigungen gab.
Keys Positionswechsel zur Gesetzesvorlage über Therapieprodukte und Arzneimittel stießen im August 2007 auf Kritik. Im gleichen Monat deutete Labour-Minister Trevor Mallard die mögliche Verstrickung Keys in einen Skandal aus dem Jahr 1987 ("H-Fee"-Skandal) an, in den Keys früherer Arbeitgeber verwickelt war. Key erklärte jedoch, dass er von den fraglichen Transaktionen keine Kenntnis hatte und das Finanzunternehmen bereits mehrere Monate vor dem Geschehen verlassen hatte.
Von Seiten der Labour-Abgeordneten wurde 2007 zudem kritisiert, dass Key keine detaillierten eigenen politischen Konzepte veröffentlicht habe. Er erwiderte, dass diese rechtzeitig vor den nächsten Parlamentswahlen vorgelegt würden und den Wählern genügend Zeit zu ihrer Beurteilung bleiben werde.
Am 25. Juli 2008 erschien Keys Name erstmals auf der Liste der reichsten Neuseeländer des National Business Review. Sein Vermögen wurde auf etwa 50 Millionen neuseeländische Dollar geschätzt.

### Premierminister
Im Jahr 2008 trat John Key als Spitzenkandidat seiner Partei zur General Election an und wurde mit 45 % der Stimmen für seine Partei zum Premierminister Neuseelands gewählt. 2011 und 2014 folgte unangefochten mit jeweils rund 47 % der Stimmen für seine Partei seine Wiederwahl. Am 5. Dezember 2016 kündigte er seinen Rücktritt aus familiären Gründen für den 12. Dezember 2016 an.

## Politische Positionen
Key sieht sich selbst näher an der politischen Mitte als es sein Vorgänger Don Brash war; die Unterschiede liegen aber wohl eher im Stil als in den Inhalten. Key nahm in der Vergangenheit oft Bezug auf Bedenken gegenüber zu schnellen Privatisierungen, bezeichnet die Argumente der Privatisierungsgegner der 1980er Jahre aber als größtenteils irrational. In einem Zeitungsinterview 2002 sprach er davon, dass „eine Orientierung hin zur Privatisierung in den Bereichen Gesundheit, Bildung und Rentensystem sinnvoll“ sei.
Keys Abstimmungsverhalten zu gesellschaftspolitischen Themen ist differenziert: Er stimmte gegen eine Gesetzesvorlage zur Schaffung eingetragener Partnerschaften für gleich- und gemischtgeschlechtliche Paare, stimmte aber als einer von vielen Abgeordneten gegen eine Vorlage, nach der Ehen als Gemeinschaft von Mann und Frau zu definieren seien. Key unterstützte den gescheiterten Versuch, das gesetzliche Mindestalter für den Alkoholkonsum wieder von 18 auf 20 Jahre zu erhöhen.
Nach neueren Aussagen Keys ist die globale Erwärmung eine Tatsache. Er sieht die Regierung in der Pflicht, Gegenmaßnahmen einzuleiten. Er verpflichtete seine Partei auf das Ziel einer Reduzierung der Treibhausgasemissionen um die Hälfte innerhalb von 50 Jahren. Kritiker weisen allerdings darauf hin, dass er noch 2005 Zweifel an den Auswirkungen der Erderwärmung geäußert habe.
Auch seine, heute veränderte, Position zum Irakkrieg wird kritisiert. Als Oppositionabgeordneter betonte er 2003 die Unterstützung seiner Partei für die Verbündeten USA und Australien. Im August 2007 wurde ihm von Regierungsseite im Parlament vorgeworfen, dass unter seiner Führung Neuseeland vermutlich Truppen in den Irak entsandt hätte.